# Maxentiova bazilika

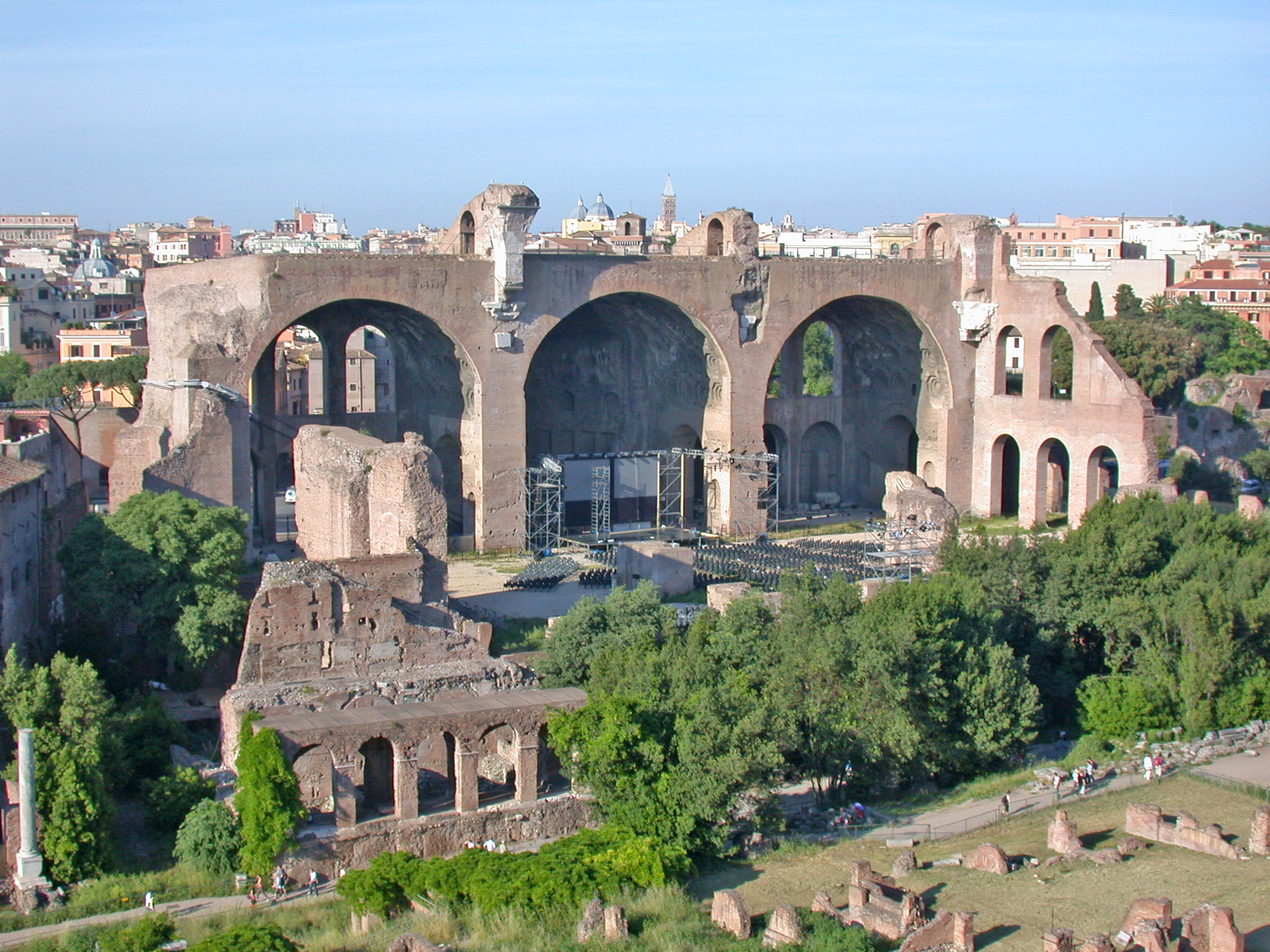
Pohled na Maxentiovu baziliku z Palatinského pahorku

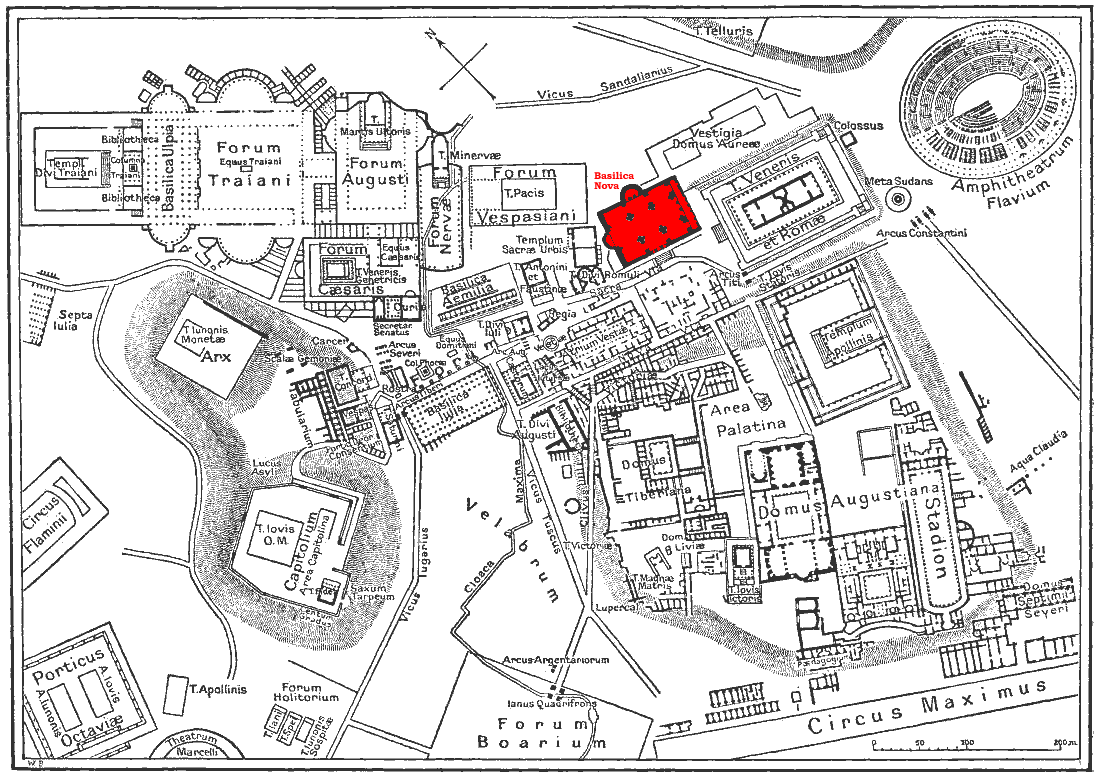
Poloha baziliky

Maxentiova bazilika (italsky: Basilica di Massenzio) byla velká budova při severní straně římského Fora Romana. V literatuře se také používají názvy Basilica Nova ("nová bazilika"), Constantinova bazilika nebo Bazilika Maxentia a Constantina. Jedná se vůbec o jednu z posledních velkolepých staveb, která připomíná velikost římského impéria a jeho architektury.

## Historie
Pokyn ke stavbě baziliky vydal císař Maxentius v roce 308, dva roky poté, co se stal římským vládcem. Pro její umístění byl vybrán severovýchodní konec Fora, kde od dob Flaviovců stávala horrea piperataria, skladiště pepře i jiného koření, která však v roce 283 vyhořela. Maxentius si jako inspiraci pro svoji stavbu vybral haly římských lázní a nechal ji postavit jako monumentální přijímací sál. Zároveň zde měla sídlo i městská prefektura. Roku 312 ale Maxentius padl v bitvě u Milvijského mostu a v práci na budově baziliky pokračoval jeho přemožitel Konstantin I. Veliký. Ještě téhož roku byla bazilika vysvěcena a pojmenována podle něj Basilica Constantina.

## Architektura

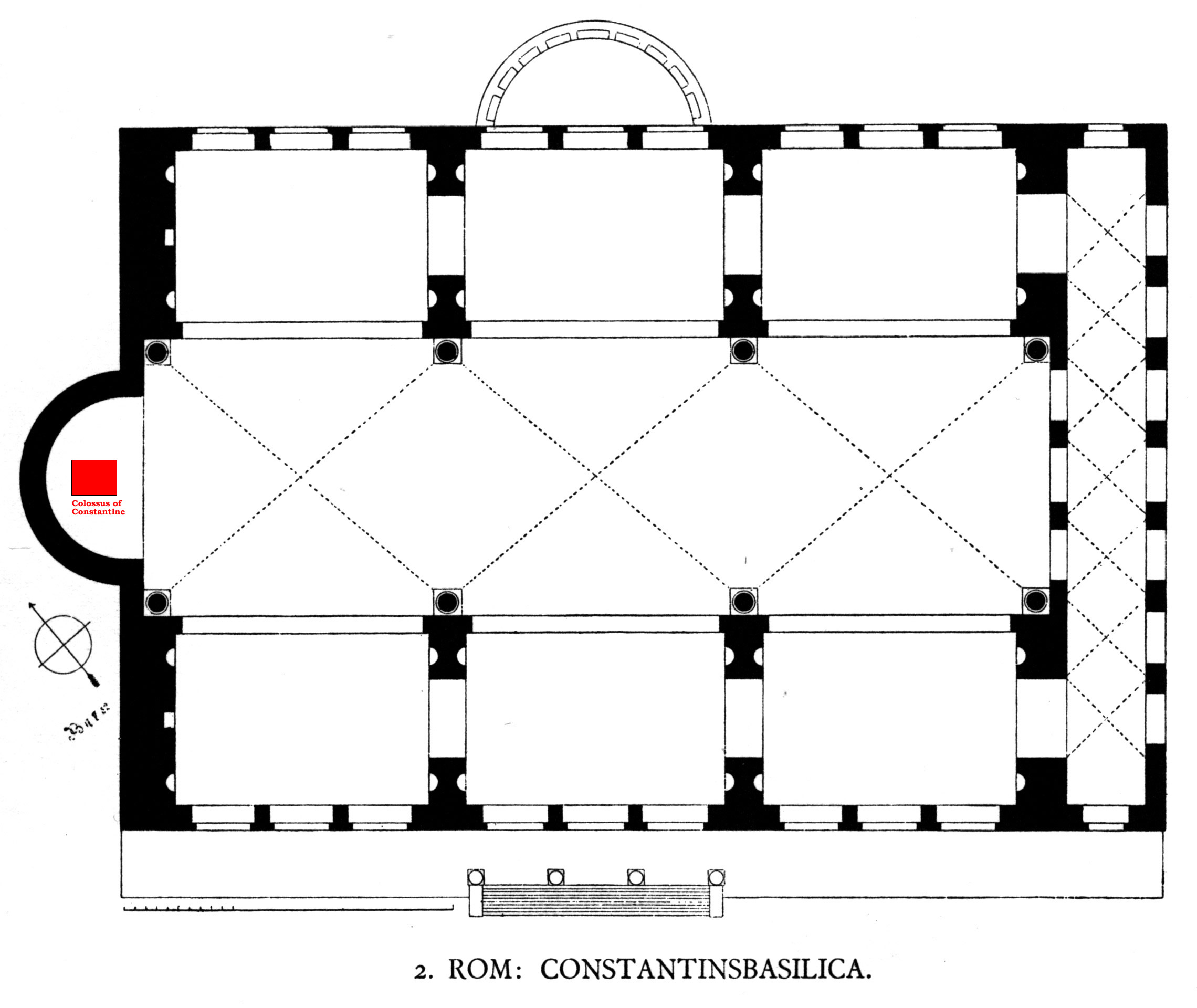
Půdorys baziliky. Umístění kolosální sochy v západní apsidě je označeno červeně.

Budova byla postavena jako monumentální trojlodí o délce 100 metrů a šířce 76 metrů. Střední loď měla výšku 35 metrů, obě boční lodi 25 metrů.. Střední loď tvořila tří klenební pole s křížovou klenbou, boční lodi byly zaklenuty klenbami valenými vyzdobenými kazetovým stropem. Klenební pole podpíralo osm patnáctimetrových sloupů, do současnosti se dochoval jen jediný, který nyní stojí na římském náměstí Piazza Santa Maria Maggiore před bazilikou Panny Marie Sněžné. Bazilika byla na západní straně ukončena apsidou, ve které stála Maxentiova socha. Vnitřní prostor osvětlovala velká půlkruhová okna (claristoria) zasazená ve stěně prostřední lodi převyšující lodě boční. Podlaha byla vydlážděna mramorem, vnitřní zdi kryly desky z červeného a zeleného porfyru s mramorovými intarziemi. Kazetové stropy krášlily pestré mozaiky.
Císař Konstantin při pokračující přestavbě dispozici baziliky pozměnil. K původnímu vchodu z východní strany nechal ještě přistavět nový vchod na jižní straně směrem k Via Sacra s předsazeným portikem o čtyřech korintských sloupech a širokým schodištěm. Přímo proti novému vchodu vznikla v severní lodi i nová apsida, jejíž strop byl také vyzdoben kazetami. Maxentiovu sochu stojící v západní apsidě nechal Konstantin odstranit a nahradit svojí vlastní 12 metrů vysokou kolosální sochou.
Do současné doby se z celé baziliky dochovala jen jedna boční (severní) loď.